# FK Mladá Boleslav
FK Mladá Boleslav là một câu lạc bộ bóng đá của Séc có trụ sở tại thành phố Mladá Boleslav [ˈmladaː ˈbolɛslaf]. Đội bóng hiện đang chơi tại Giải bóng đá vô địch quốc gia Séc. Mladá Boleslav là á quân tại Giải bóng đá vô địch quốc gia Séc 2005–06 và tiếp tục thi đấu tại UEFA Champions League 2006–07, họ giành chiến thắng trận mở màn trước Vålerenga dù bị loại ở vòng sơ loại thứ 3 bởi Galatasaray. Câu lạc bộ còn vô địch Cúp bóng đá Séc vào năm 2011 và giành vé dự UEFA Europa League 2011-12, dù họ bị đánh bại cả hai lượt trận bởi AEK Larnaca.

## Lịch sử hoạt động

### Thời gian gần đây
Đội bóng được thăng hạng lên Giải bóng đá vô địch quốc gia Séc lần đầu tiên trong lịch sử vào năm 2004và trong cuộc chiến chống xuống hạng, họ đã trụ hạng thành công với vị trí thứ 14 chung cuộc. Câu lạc bộ giành được thành công vang dội nhất vào mùa giải 2005–06, khi họ cán đích ở vị trí á quân của Giải bóng đá vô địch quốc gia Séc, qua đó kiếm một tấm vé dự các vòng sơ loại của UEFA Champions League. Họ vượt qua đối thủ đầu tiên là Vålerenga (3–1 và 2–2), nhưng rồi để thua Galatasaray (2–5 sân khách, 1–1 sân nhà), bị rớt xuống vòng một của Cúp UEFA. Câu lạc bộ tiếp tục gây bất ngờ với chiến thắng 4–3 chung cuộc trước đại diện của Pháp là Marseille (lượt đi: 0–1, lượt về 4–2). Tuy nhiên đội bóng bị loại sau khi lọt vào vòng bảng, chỉ kiếm được 3 điểm sau 4 trận thi đấu (Panathinaikos 0–1, Hapoel Tel Aviv 1–1, Paris Saint-Germain 0–0, Rapid București 1–1).
Ở mùa giải kế tiếp, câu lạc bộ giành vé vào thẳng vòng đầu tiên của Cúp UEFA sau khi kết thúc ở vị trí thứ 3 tại giải vô địch quốc gia. (Luboš Pecka là vua phá lưới của giải năm đó.) Tấm vé dự vòng bảng chỉ được đảm bảo sau khi đội đánh bại Palermo chung cuộc 4–2 trên loạt đá luân lưu, sau khi hai đội bất phân thắng bại với tỉ số 1–1 của hiệp đá chính thức. Đứng trước nguy cơ bị loại với tỉ số 1–0 trước Palermo, (bàn thắng của họ ở trận lượt đi) ở lượt về, Tomáš Sedláček đã ghi bàn quyết định để đem về chién thắng trong gang tấc. Trong trận đấu ở vòng bảng, Mladá Boleslav đánh bại IF Elfsborg 3–1, nhưng một lần nữa không thể lọt sâu vào vòng đấu loại trực tiếp của giải sau khi lần lượt để thua Villarreal 1–2, AEK Athens 0–1 và Fiorentina 1–2. Câu lạc bộ sau đó giành hạng 7 ở giải vô địch quốc gia ở mùa 2007–08, qua đó trượt vé dự cúp châu Âu.

## Lịch sử tên gọi
- 1902 – SSK Mladá Boleslav (Studentský sportovní klub Mladá Boleslav)
- 1910 – Mladoboleslavský SK (Mladoboleslavský Sportovní klub)
- 1919 – Aston Villa Mladá Boleslav
- 1948 – Sokol Aston Villa Mladá Boleslav
- 1949 – ZSJ AZNP Mladá Boleslav (Základní sportovní jednota Automobilové závody národní podnik Mladá Boleslav) – merged with Sokol Slavoj Mladá Boleslav and Sokol Meteor Čejetičky
- 1950 – merged with Sokol Mladoboleslavský
- 1959 – TJ Spartak Mladá Boleslav AZNP (Tělovýchovná jednota Spartak Mladá Boleslav Automobilové závody národní podnik)
- 1965 – TJ Škoda Mladá Boleslav (Tělovýchovná jednota Škoda Mladá Boleslav)
- 1971 – TJ AŠ Mladá Boleslav (Tělovýchovná jednota Auto Škoda Mladá Boleslav)
- 1990 – FK Mladá Boleslav (Fotbalový klub Mladá Boleslav)
- 1992 – FK Slavia Mladá Boleslav (Fotbalový klub Slavia Mladá Boleslav)
- 1994 – FK Bohemians Mladá Boleslav (Fotbalový klub Bohemians Mladá Boleslav)
- 1995 – FK Mladá Boleslav (Fotbalový klub Mladá Boleslav)

## Cầu thủ

### Đội hình hiện tại
Tính đến 29 tháng 2 năm 2024.
Ghi chú: Quốc kỳ chỉ đội tuyển quốc gia được xác định rõ trong điều lệ tư cách FIFA. Các cầu thủ có thể giữ hơn một quốc tịch ngoài FIFA.
| Số | VT | Quốc gia     | Cầu thủ                                 |
| -- | -- | ------------ | --------------------------------------- |
| 1  | TM | Cộng hòa Séc | Matouš Trmal                            |
| 2  | HV | Cộng hòa Séc | Martin Suchomel (mượn từ Sparta Prague) |
| 4  | HV | Cộng hòa Séc | David Šimek                             |
| 5  | TV | Zambia       | Benson Sakala                           |
| 7  | TV | Cộng hòa Séc | Patrik Žitný                            |
| 8  | TV | Cộng hòa Séc | Marek Matějovský                        |
| 9  | TĐ | Bahrain      | Abdulla Yusuf Helal                     |
| 10 | TV | Cộng hòa Séc | Tomáš Ladra                             |
| 11 | TV | Cộng hòa Séc | Jakub Fulnek                            |
| 14 | HV | Cộng hòa Séc | Tomáš Král                              |
| 17 | HV | Cộng hòa Séc | Marek Suchý                             |
| 18 | TĐ | Cộng hòa Séc | Matěj Pulkrab                           |
| 20 | TV | Nigeria      | John Solomon                            |

| Số | VT | Quốc gia     | Cầu thủ         |
| -- | -- | ------------ | --------------- |
| 21 | TV | Cộng hòa Séc | Lukáš Fila      |
| 22 | TV | Cộng hòa Séc | Antonín Vaníček |
| 23 | TĐ | Cộng hòa Séc | Vasil Kušej     |
| 26 | HV | Slovakia     | Andrej Kadlec   |
| 27 | TV | Cộng hòa Séc | Vojtěch Kubista |
| 30 | TV | Cộng hòa Séc | Daniel Mareček  |
| 31 | HV | Cộng hòa Séc | Dominik Kostka  |
| 32 | TĐ | Gambia       | Lamin Jawo      |
| 33 | TM | Cộng hòa Séc | Jan Šeda        |
| 44 | HV | Cộng hòa Séc | Ondřej Karafiát |
| 70 | TĐ | Cộng hòa Séc | Jan Buryán      |
| 99 | TM | Cộng hòa Séc | Petr Mikulec    |

### Cho mượn
Ghi chú: Quốc kỳ chỉ đội tuyển quốc gia được xác định rõ trong điều lệ tư cách FIFA. Các cầu thủ có thể giữ hơn một quốc tịch ngoài FIFA.
| Số | VT | Quốc gia     | Cầu thủ                                |
| -- | -- | ------------ | -------------------------------------- |
| —  | HV | Cộng hòa Séc | Denis Donát (tại Pardubice)            |
| —  | HV | Martinique   | Florent Poulolo (tại České Budějovice) |
| —  | TV | Slovakia     | Samuel Dancák (tại Hradec Králové)     |
| —  | TV | Cộng hòa Séc | Daniel Langhamer (tại Chrudim)         |
| —  | TĐ | Cộng hòa Séc | Lukáš Mašek (tại Chrudim)              |

| Số | VT | Quốc gia     | Cầu thủ                          |
| -- | -- | ------------ | -------------------------------- |
| —  | HV | Cộng hòa Séc | Matěj Vlk (tại Varnsdorf)        |
| —  | TV | Cộng hòa Séc | Ladislav Dufek (tại Varnsdorf)   |
| —  | TĐ | Cộng hòa Séc | Vojtěch Stránský (tại Varnsdorf) |
| —  | TĐ | Cộng hòa Séc | Matyáš Vojta (tại Varnsdorf)     |

## Các kỷ lục tại giải vô địch quốc gia Séc
Tính đến 20 tháng 3 năm 2021.
In đậm tên các cầu thủ trong đội hình hiện tại.
| #  | Tên              | Số trận |
| -- | ---------------- | ------- |
| 1  | Jan Kysela       | 220     |
| 2  | Miroslav Miller  | 211     |
| 3  | Jan Chramosta    | 182     |
| 4  | Marek Matějovský | 178     |
| 5  | Ondřej Kúdela    | 177     |
| 6  | Adrian Rolko     | 144     |
| 7  | Lukáš Magera     | 130     |
| 8  | Jan Šeda         | 129     |
| 9  | Jasmin Šćuk      | 128     |
| 10 | Marek Kulič      | 126     |

| # | Tên                 | Số bàn thắng |
| - | ------------------- | ------------ |
| 1 | Jan Chramosta       | 49           |
| 2 | Nikolay Komlichenko | 43           |
| 3 | Lukáš Magera        | 35           |
| 4 | Marek Kulič         | 34           |
| 5 | Luboš Pecka         | 33           |
| 6 | Jasmin Šćuk         | 27           |
| 7 | Ondřej Zahustel     | 21           |
| 8 | Jan Rajnoch         | 19           |
| 9 | Jan Kysela          | 18           |
| 9 | Tomáš Přikryl       | 18           |

### Nhiều trận giữ sạch lưới nhất
| # | Tên             | Giữ sạch lưới (trận) |
| - | --------------- | -------------------- |
| 1 | Miroslav Miller | 64                   |
| 2 | Jan Šeda        | 33                   |
| 3 | Jakub Diviš     | 14                   |

## Đội ngũ kĩ thuật hiện tại
- Giám đốc kĩ thuạt: Josef Jinoch
- Trợ lý huấn luyện viên: Jan Baránek, Adrian Rolko
- Huấn luyện viên thủ môn: Jiří Malík

## Huấn luyện viên
- Karel Stanner (1996–01)
- Vlastimil Petržela (2002)
- Martin Pulpit (2002–04)
- Milan Bokša (2004)
- Dušan Uhrin, Jr. (tháng 7 năm 2004 – tháng 6 năm 2007)
- Zdeněk Ščasný (tháng 9 năm 2007 – tháng 3 năm 2008)
- Karel Stanner (tháng 3 năm 2008 – tháng 6 năm 2008)
- Pavel Hapal (tháng 6 năm 2008 – tháng 6 năm 2009)
- Dušan Uhrin, Jr. (tháng 7 năm 2009 – tháng 12 năm 2009)
- Karel Stanner (tháng 1 năm 2010 – tháng 5 năm 2011)
- Miroslav Koubek (tháng 7 năm 2011 – tháng 9 năm 2012)
- Ladislav Minář (tháng 9 năm 2012 – tháng 1 năm 2014)
- Karel Jarolím (tháng 1 năm 2014 – tháng 8 năm 2016)
- Leoš Kalvoda (tháng 8 năm 2016 – tháng 12 năm 2016)
- Martin Svědík (tháng 12 năm 2016 – tháng 6 năm 2017)
- Dušan Uhrin, Jr. (tháng 6 năm 2017 – tháng 2 năm 2018)
- Jozef Weber (tháng 2 năm 2018 – tháng 12 năm 2020)
- Karel Jarolím (tháng 12 năm 2020 – nay)

## Lịch sử tại các cúp châu Âu
| Mùa     | Giải đấu              | Vòng đấu | Đối thủ             | Sân nhà | Sân khách  | Chung cuộc      |
| ------- | --------------------- | -------- | ------------------- | ------- | ---------- | --------------- |
| 2006–07 | UEFA Champions League | 2Q       | Vålerenga           | 3–1     | 2–2        | 5–3             |
| 2006–07 | UEFA Champions League | 3Q       | Galatasaray         | 1–1     | 2–5        | 3–6             |
| 2006–07 | UEFA Cup              | 1R       | Marseille           | 4–2     | 0–1        | 4–3             |
| 2006–07 | UEFA Cup              | Bảng G   | Panathinaikos       | 0–1     |            | Hạng 5          |
| 2006–07 | UEFA Cup              | Bảng G   | Rapid București     |         | 1–1        | Hạng 5          |
| 2006–07 | UEFA Cup              | Bảng G   | Paris Saint-Germain | 0–0     |            | Hạng 5          |
| 2006–07 | UEFA Cup              | Bảng G   | Hapoel Tel Aviv     |         | 1–1        | Hạng 5          |
| 2007–08 | UEFA Cup              | 1R       | Palermo             | 0–1     | 1–0 (h.p.) | 1–1 (4–2 p.đ.)  |
| 2007–08 | UEFA Cup              | Group C  | Villarreal          | 1–2     |            | Hạng 4          |
| 2007–08 | UEFA Cup              | Group C  | Elfsborg            |         | 3–1        | Hạng 4          |
| 2007–08 | UEFA Cup              | Group C  | AEK Athens          | 0–1     |            | Hạng 4          |
| 2007–08 | UEFA Cup              | Group C  | Fiorentina          |         | 1–2        | Hạng 4          |
| 2011–12 | UEFA Europa League    | 3Q       | AEK Larnaca         | 2–2     | 0–3        | 2–5             |
| 2012–13 | UEFA Europa League    | 2Q       | Þór Akureyri        | 3–0     | 1–0        | 4–0             |
| 2012–13 | UEFA Europa League    | 3Q       | Twente              | 0–2     | 0–2        | 0–4             |
| 2014–15 | UEFA Europa League    | 2Q       | Široki Brijeg       | 2–1     | 4–0        | 6–1             |
| 2014–15 | UEFA Europa League    | 3Q       | Lyon                | 1–4     | 1–2        | 2–6             |
| 2015–16 | UEFA Europa League    | 2Q       | Strømsgodset        | 1–2     | 1–0        | 2–2 (l.b.t.s.k) |
| 2016–17 | UEFA Europa League    | 3Q       | Shkëndija           | 1–0     | 0–2        | 1–2             |
| 2017–18 | UEFA Europa League    | 2Q       | Shamrock Rovers     | 2–0     | 3–2        | 5–2             |
| 2017–18 | UEFA Europa League    | 3Q       | Skënderbeu          | 2–1     | 1–2 (h.p.) | 3–3 (2–4 p.đ.)  |
| 2019–20 | UEFA Europa League    | 2Q       | Ordabasy            | 1–1     | 3–2        | 4–3             |
| 2019–20 | UEFA Europa League    | 3Q       | FCSB                | 0–1     | 0–0        | 0–1             |

Ghi chú
- 2Q: Vòng loại thứ hai
- 3Q: Vòng loại thứ ba
- PO: Vòng đấu play-off

## Danh hiệu
- Cúp bóng đá Séc

Vô địch (2): 2010–11, 2015–16
- Czech 2. Liga

Vô địch: 2003–04
- Bohemian Football League

Vô địch: 1997–98

## Các kỷ lục của câu lạc bộ

### Kỷ lục tại giải vô địch quốc gia Séc
- Vị trí cao nhất: Hạng 2 (2005–06)
- Vị trí thấp nhất: Hạng 14 (2004–05)
- Chiến thắng sân nhà đậm nhất: Mladá Boleslav 6–0 Příbram (2019–20)
- Chiến thắng sân khách đậm nhất: Teplice 0–8 Mladá Boleslav (2018–19)
- Thất bại sân nhà đậm nhất: Mladá Boleslav 0–4 Teplice (2012–13), Mladá Boleslav 0–4 Sparta Prague (2013–14)
- Thất bại sân khách đậm nhất: Plzeň 7–1 Mladá Boleslav (2019–20)